# Gemini 5
Gemini 5 (officiellement Gemini V) est la troisième mission habitée du programme Gemini et la neuvième mission spatiale habitée américaine. L'objectif d'un vol d'une durée record de près de huit jours est réalisé, malgré les dysfonctionnements techniques. En 2010, la capsule est exposée au Centre spatial Lyndon B. Johnson, Texas, États-Unis.

## Équipage
- Gordon Cooper (2)[note 1], pilote commandant de bord
- Pete Conrad (1)[note 1], pilote

Équipage de réserve
- Neil Armstrong, pilote commandant de bord
- Elliott See, pilote

## Objectifs
L'un des objectifs généraux du programme Gemini est la maîtrise des techniques de rendez-vous qui devront être mises en œuvre lors du programme Apollo. Le premier objectif de Gemini 5 est de réaliser un rendez vous avec une sphère de 34 kg nommé "REP" (Rendezvous Evaluation Pod), larguée après le décollage et équipée d'un radar et d'un émetteur de signaux radio afin de servir comme cible.
Le second objectif est la réalisation d'un vol de longue durée, parce que les missions lunaires dureront au moins huit jours. Alors que le vol devait initialement durer sept jours, les responsables de la NASA l'augmentent d'une journée un mois avant le décollage. Afin de produire suffisamment d'électricité pour un vol aussi long, le vaisseau est équipé de piles à combustible, équipement cinq fois moins lourd que la meilleure batterie classique, mais jamais testé en vol spatial. Toujours pour réduire le poids d'équipements, l'hydrogène et l'oxygène alimentant les piles à combustible sont stockés à l'état liquide.

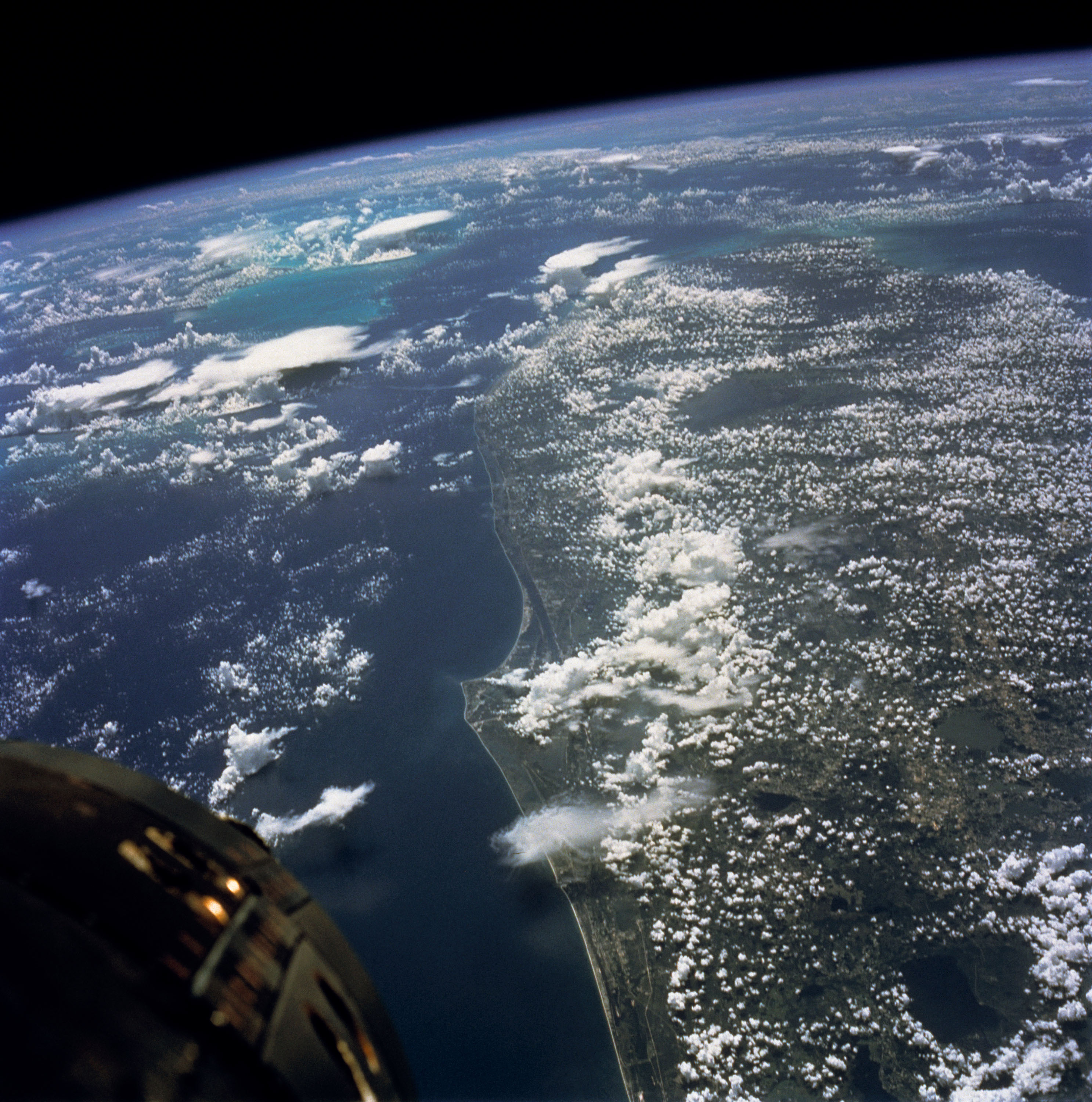
Cape Canaveral photographié par Gemini 5.

Autre objectif : photographier la Terre avec des objectifs à haute résolution, notamment pour le Pentagone.

## Déroulement du vol

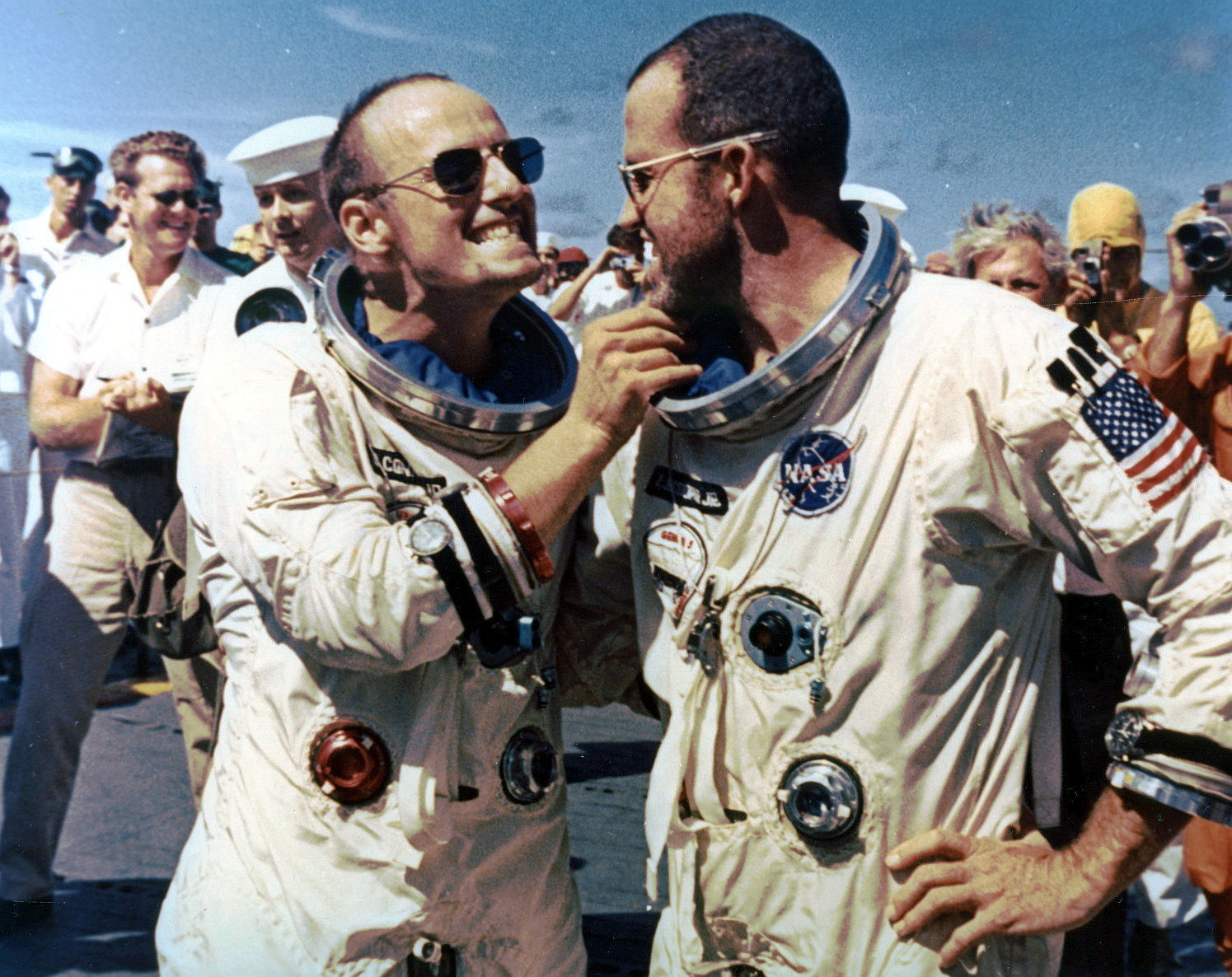
Les astronautes Charles Conrad (à gauche) et Gordon Cooper (à droite) montent à bord de l'USS Lake Champlain après l'amerrissage à la suite de leur mission Gemini V.

Prévu pour un décollage le 19 août, le compte à rebours est interrompu durant 3 heures et 10 minutes en raison des difficultés de remplissage du réservoir d'hydrogène liquide, puis le vol est annulé dix minutes avant le décollage en raison d'un violent orage et de défaillances du système de télémétrie, il est reporté de 48 heures.
Le lancement le 21 est parfait à l'exception d'une oscillation de la fusée Titan II pendant plusieurs secondes (le problème sera corrigé pour les missions suivantes).
Après deux heures de vol, les astronautes éjectent le "REP" et tentent d'amorcer la procédure de rendez-vous mais une baisse de pression dans le réservoir d'oxygène liquide alimentant les piles à combustible les oblige à annuler la manœuvre. Cette défaillance peut entraîner l'annulation de la mission et un retour d'urgence est envisagé lors de la 5e révolution, mais risque d'être problématique car la flotte de récupération sur la zone secondaire n'est pas suffisante. Les astronautes décident donc d'attendre la 18e révolution avant un éventuel retour, tout en réduisant leur consommation électrique. Une batterie classique argent/zinc peut alimenter Gemini 5 pendant une quarantaine d'heures, ce qui offre une marge de sécurité en cas de panne totale de la pile à combustible. Comme la pile semble fournir suffisamment d'électricité, le centre de Houston donne le feu vert pour aller jusqu'à 33 révolutions, feu vert qui est reconduit chaque soir pour une journée de vol supplémentaire. L'expérience de rendez-vous avec le REP est quant à elle annulée et remplacée le 23 par des manœuvres simulant un rendez-vous avec une cible fictive.
Le problème de la pile à combustible est causé par la défaillance d'un micro-radiateur qui devait gazéifier l'oxygène liquide et alimenter la pile. Toutefois l'évaporation de l'oxygène se produit lentement par réchauffage naturel du réservoir, phénomène qui va en s'accentuant. Plusieurs opérations de purge réalisées par les astronautes ont également fait monter la pression d'oxygène et permis une production électrique suffisante.
Les deux hommes dorment très peu les deux premiers jours, parfois en  courtes périodes mais finissent par dormir dix heures.
À la 34e révolution, Cooper effectue une rectification d'orbite avec les moteurs de Gemini 5. Le 25, Conrad observe le lancement d'un missile Minuteman depuis la base de Vandenberg et prend plusieurs photographies du tir. D'autres photos de zones survolées sont prises, dont plusieurs au-dessus du sud de la Chine. Le 26, les deux astronautes battent le record de durée de vol spatial, détenu avec 119 heures par Valeri Bykovski. 
Un autre défaut de la pile à combustible se révèle, une production excessive d'eau, sous-produit de la réaction électrochimique. Les économies électriques obligent à réduire la climatisation de la cabine, baisse en partie compensée par le chauffage des scaphandres. Conrad indique qu'il se forme des glaçons dans la cabine dès qu'il diminue le chauffage. Malgré les conditions inconfortables, les deux astronautes gardent le moral.
Après 120 révolutions, la capsule amerrit le 29 à 130 km du point prévu parce qu'un programmeur avait introduit dans l'ordinateur de bord une valeur de rotation de la Terre de 360° par période de 24 h au lieu de 360,98°. Cooper et Conrad semblent en bonne forme et n'éprouvent pas les vertiges qui ont affecté leurs prédécesseurs à leur retour. Ils sont soumis à onze jours d'isolement pour des examens médicaux. Huit jours d'exposition à l'apesanteur montrent leurs effets : les astronautes mettent quatre jours pour retrouver leur rythme cardiaque normal, et leur nombre de globules blancs a baissé considérablement, tombant de 29 000 par mm3 à 15 000 par mm3. Des radiographies des os du talon et de l'annulaire des astronautes avant et après le vol montrent des pertes en calcium importantes, estimées à 2% par jour d'apesanteur
Les astronautes entament ensuite une tournée de célébrations dans diverses capitales.